# Keepsoft
Keepsoft — российская компания, специализирующаяся на разработке программного обеспечения для 32-битных и 64-разрядных операционных систем Microsoft Windows, Андроид и iOS.

## История
Компания основана Павлом Козловским, являющимся членом ассоциации ISDEF, в 1998 году в Москве.

## Деятельность
Компания занимается продвижением 3 программных продуктов, рассчитанных на домашних пользователей или небольшие компании.

## Награды
Компания и её продукция получили ряд наград и премий от популярных интернет-изданий, в числе которых iXBT, Softkey, PC Magazine/RE и другие.

## Продукция
- Домашняя бухгалтерия[9]
- Справочник лекарственных средств[10]
- Конструктор тестов[11]